# (11714) Mikebrown
(11714) Mikebrown (1998 HQ51) – planetoida z pasa głównego asteroid okrążająca Słońce w ciągu 4,37 lat w średniej odległości 2,67 j.a. Odkryta 28 kwietnia 1998 roku.